# International Journal of Proof-of-Concept
The International Journal of Proof-of-Concept or Get The Fuck Out (с англ. — «Международный журнал о проверке концепции, или уёбывай», сокр. PoC or GTFO, PoC||GTFO или pocorgtfo) — хакерский журнал на английском языке. Распространяется бесплатно в виде PDF-файлов, а также иногда в бумажном варианте на хакерских конференциях (Хакеры на планете Земля, DEFCON, Всемирный конгресс хакеров). Также доступны книги в переплёте, включающие в себя избранные статьи из журнала.

## Описание
Обязательным атрибутом каждой статьи является наличие так называемой «проверки концепции» (чаще всего фрагмент исходного кода, иллюстрирующий найденную уязвимость). Недостаточно просто указать на возможность совершения какого-либо компьютерного трюка, нужно научить читателя самостоятельно воспроизводить результаты эксперимента, таким образом позволяя читателю совершенствовать творческий подход к исследованию безопасности компьютерных систем.
Большинство PDF-файлов, содержащих выпуски журнала, имеют особенность, позволяющую интерпретировать их как ZIP архив. Чтобы добраться до скрытого содержимого достаточно переименовать PDF-файл, чтобы присвоить ему расширение .zip, а затем распаковать получившийся архив. Возможны другие сочетания форматов для файла-полиглота, например выпуск 19 может быть интерпретирован как PDF, PNG, HTML и Windows Portable Executable (.exe), а также как видео MP4.

## Персонажи

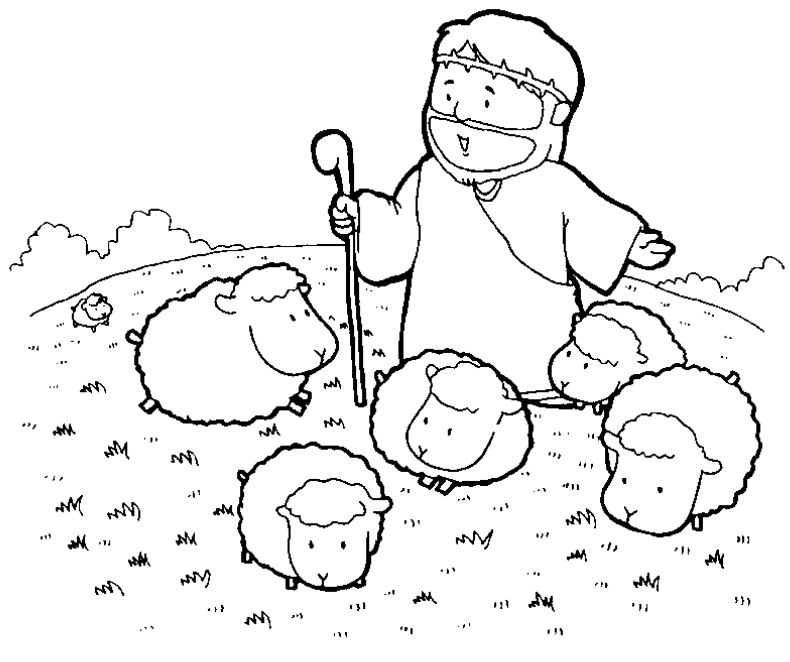
Персонаж коллектива анонимных авторов журнала, Pastor Manul Laphroaig, среди овец

Pastor Manul Laphroaig (с англ. — «пастор Манул Лафроайг») — вымышленный персонаж, за которым скрывается один или несколько анонимных авторов. Пастор помещает в каждый выпуск небольшую статью, посвящённую обратной разработке, при этом стиль повествования подражает библейскому.
В конце каждого выпуска пастор просит читателей прислать ему свою историю обратной разработки какой-либо программы или электронного устройства.